# Symphlebomis
Symphlebomis är ett släkte av fjärilar. Symphlebomis ingår i familjen björnspinnare.
Kladogram enligt Catalogue of Life:
| Symphlebomis | \| \| Symphlebomis antipolo \| \| \| \| \| \| Symphlebomis bicellulata \| \| \| \| \| \| Symphlebomis palawana \| \| \| \| |
|              | \| \| Symphlebomis antipolo \| \| \| \| \| \| Symphlebomis bicellulata \| \| \| \| \| \| Symphlebomis palawana \| \| \| \| |
|              | Symphlebomis antipolo |
|              | |
|              | Symphlebomis bicellulata                                                                                                   |
|              | |
|              | Symphlebomis palawana |
|              | |